# ドリンフェルト-ソコロフ-ウィルソン方程式
ドリンフェルト–ソコロフ–ウィルソン方程式（ドリンフェルト–ソコロフ–ウィルソンほうていしき、英語：Drinfeld–Sokolov–Wilson equation、略称：DSW方程式）は、非線形偏微分方程式の一種で、ソリトン理論やヤン・バクスター方程式に関連する数学物理学の研究で用いられる。以下の連立偏微分方程式で定義される：

対称還元法によるDSW方程式の解析解のアニメーション

{\displaystyle {\frac {\partial u}{\partial t}}+3v{\frac {\partial v}{\partial x}}=0}
{\displaystyle {\frac {\partial v}{\partial t}}-2{\frac {\partial ^{3}v}{\partial x^{3}}}+{\frac {\partial u}{\partial x}}v+2u{\frac {\partial v}{\partial x}}=0}
この方程式は、非線形波の伝播やソリトン解の研究において重要であり、ドリンフェルト–ソコロフ還元と密接に関連する。

## 解析解
DSW方程式は、複数の手法を用いて解析解を求めることができる。以下に代表的な方法を示す。

### 対称還元法
対称還元法（symmetry reduction method）は、方程式の対称性を利用して解析解を導出する手法である。DSW方程式の解の一つは以下の通り：
{\displaystyle u(x,t)=-{\sqrt {2m}}c_{2}\tanh(c_{1}+c_{2}(mt-x))}
パラメータ：\( c_2 = 0.5 \)、\( c_1 = 1.4 \)、\( m = 2.3 \) の場合、

変分法によるDSW方程式の解析解のアニメーション

{\displaystyle u(x,t)=-0.758{\sqrt {2}}\tanh(1.4+1.15t-0.5x)}

### 変分法
変分法（variational method）は、エネルギー汎関数の最小化を通じて解を求める手法である。DSW方程式のソリトン解の一つは以下の通り：
{\displaystyle u(x,t)={\frac {3c}{2}}\operatorname {sech} ^{2}\left({\sqrt {\frac {c}{2}}}(x-ct)\right)}

### ダルブー変換法

ダルブー変換によるDSW方程式のブリーザー解のアニメーション

ダルブー変換は、非線形方程式の解を変換により構築する手法である。DSW方程式の解の一つは以下の通り：
{\displaystyle v=-{\frac {1}{2}}k^{2}\left(-1+{\sqrt {3}}\tanh(k^{3}t+{\frac {1}{2}}ky)\cot \left({\frac {1}{2}}{\sqrt {3}}ky\right)\right)}

### 同倫法

同倫法によるDSW方程式の解析解のアニメーション

同倫（homotopy method）は、単純な方程式から目標方程式へ連続的に変形する手法であり、DSW方程式の解析解を求めるのに有効である。一つの解は以下の通り：
{\displaystyle u(x,t)=-360t^{2}\sec(x)^{2}\tan(x)^{4}-396t^{2}\sec(x)^{2}\tan(x)-60t^{2}\sec(x)^{2}+360t^{2}\sec(x)^{4}\tan(x)^{2}+72t^{2}\sec(x)^{4}}

### 進行波解析法
進行波解析法（traveling wave analysis）は、波形が一定の速度で進行する解を仮定して解析を行う手法である。以下は進行波解のプロットの例：